# Eta Cancri
Eta Cancri (33 Cancri) é uma estrela na direção da constelação de Cancer. Possui uma ascensão reta de 08h 32m 42.52s e uma declinação de +20° 26′ 28.6″. Sua magnitude aparente é igual a 5.33. Considerando sua distância de 312 anos-luz em relação à Terra, sua magnitude absoluta é igual a 0.43. Pertence à classe espectral K3III.